# Вилсон, Мариу
Ма́риу Вилсон (порт. Mário Wilson; 17 октября 1929, Мапуту — 3 октября 2016, Лиссабон) — португальский футболист и футбольный тренер, неоднократно возглавлявший лиссабонскую «Бенфику», «Академику» и «Боавишту».

## Биография

### Игровая карьера
Родился в Португальском Мозамбике, где начинал играть в местной команде «Депортиво Лоренсу-Маркиш». В 1949 году перешёл в лиссабонский «Спортинг», в котором, играя на позиции нападающего, за два сезона сыграл 36 матчей и забил 37 голов.
В 1951 году перешёл в «Академику», в которой играл в течение 12 сезонов, сыграв 279 матчей и забил 17 голов. В этот период он уже перешёл на позицию защитника, на позиции которого завершил футбольную карьеру.

### Тренерская карьера
Завершив игровую карьеру стал работать главным тренером «Академики», с которой он занял в 1967 году второе место в Примейре-лиге и дошёл до финала Кубка Португалии, в котором «Академика» проиграла «Витории Сетубал».
Затем он работал главным тренером клуба «Белененсеш», который возглавлял в течение трёх сезонов. Он работал главным тренером ряда португальских футбольных клубов, среди которых были «Витория Гимарайнш», «Боавишта», «Эшторил-Прая», «Лоулетану».
Работал с лиссабонской «Бенфикой», в которую приходил три раза и выиграл с ней трофеи — чемпионский титул в 1976 году и два Кубка Португалии в 1980 и 1996 годах. С 1978 по 1980 год в качестве главного тренера возглавлял сборную Португалии, но не смог вывести её на чемпионат Европы по футболу 1980 года.

### Смерть
Скончался 3 октября 2016 года в Лиссабоне в возрасте 86 лет.